# Joey Suk
Joey Suk (* 8. Juli 1989 in Deventer, Overijssel) ist ein niederländischer Fußballspieler. Der Mittelfeldspieler steht in der Saison 2016/17 bei den Go Ahead Eagles in seiner Heimatstadt Deventer unter Vertrag, für die er bereits von 2008 bis 2013 aktiv war. Zwischenzeitlich spielte er bei NAC Breda und kurzzeitig bei Beerschot AC.